# یونگ‌لو
یونگ‌لو یا یونگ‌له (چینی سنتی: 永樂، چینی ساده: 永乐، پین‌یین: Yǒnglè، وید جایلز: Yung-lo) به معنای «شادی ابدی»، نام پادشاهی جو دی (به چینی: 朱棣) ( زادهٔ ۲ مه ۱۳۶۰ - درگذشتهٔ ۱۲ اوت ۱۴۲۴) سومین امپراتور دودمان پادشاهی مینگ به مدت ۲۲ سال از ۱۴۰۲ تا ۱۴۲۴ بود.

## زندگینامه
یونگ‌لو با نام جو دی در ۱۳۶۰ میلادی در نانجینگ چین زاده شد. او چهارمین پسر امپراتور هونگ‌وو و شاهزادهٔ یان بود که ارتشی عظیم در اختیار داشت. پس از آنکه برادر بزرگش و جانشین امپراتور درگذشت، پدرش پسر او را به جانشینی خود برگزید که پس از مرگ امپراتور با نام جیان‌ون بر تخت نشست. جیان‌ون پس از رسیدن به قدرت رفتاری سرکوبگرانه در پیش گرفت و جو دی که از امنیت خود بیمناک بود ارتشش را به سوی پایتخت حرکت داد. او سرانجام پس از درگیری‌های خونین فراوان موفق شد تا تاج پادشاهی را از برادرزاده‌اش گرفته و خود با عنوان امپراتور یونگ‌لو (به معنای شادی ابدی) در ۱۴۰۲ بر تخت بشیند.
یونگ‌لو پس از رسیدن به قدرت دست به ایجاد سازمان‌های دولتی محلی و مرکزی زد و بار دیگر آزمون سلطنتی یا آزمون خدمات مدنی را که برای انتخاب افراد شایسته برای ادارهٔ دولت برگزار می‌شد را برقرار کرد. او به رواج کنفسیوسیسم همت گمارد و تریپیتاکاهای بودایی را منتشر ساخت. همچنین با تلاش او کار تدوین دانشامهٔ بزرگ که به دانشنامهٔ یونگ‌لو معروف شد در ۱۴۰۸ به پایان رسید. دریانورد معروف چنگ هه نیز به فرمان یونگ‌لو به سفرهای اکتشافی در دریاهای غربی فرستاده شد.
یونگ‌لو در ۱۴۲۱ پایتخت امپراتوری را از نانجینگ به بیجینگ منتقل کرد و شهر ممنوعه را در آنجا بنا نهاد. او همچنین اقدام به بازسازی و نوسازی آبراه بزرگ چین نمود که در طول دوران سلسله یوآن و همچنین فرمانروایی پدرش بی‌استفاده مانده و ویران شده بود.
او آن‌نان را ضمیمهٔ خاک چین کرد و دولت‌های برونئی، ژاپن، جاوه، کره، سیام و جنوب شرقی هند را خراجگزار خود ساخت. یونگ‌لو همچنین طی پنج لشکرکشی توانست بر مغولان چیره شود اما در طول آخرین لشکرکشی‌اش در بستر بیماری افتاد و پس از ۲۲ سال حکومت در ۱۲ اوت ۱۴۲۴ و در سن ۶۴ سالگی درگذشت.